# Verbandsgemeinde Kröv-Bausendorf

Lage der Verbandsgemeinde im Landkreis Bernkastel-Wittlich

Die Verbandsgemeinde Kröv-Bausendorf war eine Gebietskörperschaft im Landkreis Bernkastel-Wittlich in Rheinland-Pfalz. Der Verbandsgemeinde gehörten zehn eigenständige Ortsgemeinden an, der Verwaltungssitz war in der Gemeinde Kröv.
Das Verwaltungsgebiet lag an der Mittelmosel und im Kondelwald und umfasste große Teile des historischen Kröver Reichs.
Zum 1. Juli 2014 wurde die Verbandsgemeinde Kröv-Bausendorf aufgelöst und die zugehörenden Ortsgemeinden der neuen Verbandsgemeinde Traben-Trarbach zugeordnet.

## Verbandsangehörige Gemeinden
| Ortsgemeinde                     | Fläche (km²) | Einwohner |
| -------------------------------- | ------------ | --------- |
| Bausendorf                       | 11,86        | 1.273     |
| Bengel                           | 27,47        | 815       |
| Diefenbach                       | 1,42         | 74        |
| Flußbach                         | 6,86         | 462       |
| Hontheim                         | 24,78        | 839       |
| Kinderbeuern                     | 5,56         | 1.058     |
| Kinheim                          | 9,07         | 796       |
| Kröv                             | 14,74        | 2.279     |
| Reil                             | 12,13        | 1.033     |
| Willwerscheid                    | 2,46         | 64        |
| Verbandsgemeinde Kröv-Bausendorf | 116,34       | 8.693     |

(Einwohner am 31. Dezember 2012)

## Bevölkerungsentwicklung
Die Entwicklung der Einwohnerzahl bezogen auf das Gebiet der ehemaligen Verbandsgemeinde Kröv-Bausendorf; die Werte von 1871 bis 1987 beruhen auf Volkszählungen:
| Jahr | Einwohner |
| 1815 | 4.849     |
| 1835 | 7.514     |
| 1871 | 7.397     |
| 1905 | 8.281     |
| 1939 | 9.826     |
| 1950 | 9.381     |

| Jahr | Einwohner |
| 1961 | 9.169     |
| 1970 | 9.241     |
| 1987 | 8.822     |
| 1997 | 9.122     |
| 2005 | 9.114     |
| 2012 | 8.693     |

## Verbandsgemeinderat
Der Verbandsgemeinderat Kröv-Bausendorf bestand aus 24 ehrenamtlichen Ratsmitgliedern, die zuletzt bei der Kommunalwahl am 7. Juni 2009 in einer personalisierten Verhältniswahl gewählt wurden, und dem hauptamtlichen Bürgermeister als Vorsitzendem.
Die Sitzverteilung im Verbandsgemeinderat:
| Wahl | SPD | CDU | FDP | WGR | Gesamt   |
| ---- | --- | --- | --- | --- | -------- |
| 2009 | 7   | 10  | 5   | 2   | 24 Sitze |
| 2004 | 7   | 13  | 4   | –   | 24 Sitze |